# 南京軒食品
株式会社南京軒食品（なんきんけんしょくひん）は、埼玉県戸田市に本社を置く製麺業者。

## 概要
各種中華麺の製造・販売を行っており、製造に関してはラーメン店の嗜好に合わせた麺作りを行っており、アイテム数は300を超える。子会社にラーメン店「元祖札幌や」を運営するマルナンフードを持つ。
1914年に合資会社南京製麺所として創業。1973年3月に南京製麺所の事業を継承する形で旧社が設立。首都圏を中心に営業基盤を築き、2010年2月期は約12億4800万円の売上があった。
しかし、得意先の90%が個人経営のラーメン屋や中華料理店であったこともあり、これらの店舗の閉店・廃業・倒産が相次ぎ、2015年2月期に売上が10億円を割り込んだ他、2017年2月期から2019年2月期までの3期連続で減収となったと同時に赤字決算となった。
2020年8月期の売上も、新型コロナウイルスの影響により約1億6400万円にまで落ち込んだ。このため旧社は、マルナンフード（旧社）と共に2021年4月21日に東京地方裁判所へ民事再生法の適用を申請。同日付で監督命令を受けた。負債総額は約6億5000万円。
民事再生スポンサーには、栃木県宇都宮市に本社がある大和フーズが選定された。大和フーズは2021年7月に2社の事業を承継する新会社として、株式会社南京軒食品（新社）と株式会社マルナンフード（新社）を設立。新会社2社は、同年8月1日付で南京軒食品（旧社）とマルナンフード（旧社）から事業を譲受した。新社の本社は工場がある埼玉県戸田市に置かれる。南京軒食品（旧社）とマルナンフード（旧社）は同年8月1日に株式会社NKK、株式会社MNFへそれぞれ商号変更された。NKKとMNFは民事再生手続を継続する。